# Armida (Salieri)
Armida ist ein Dramma per musica in drei Akten von Antonio Salieri. Es wurde am 2. Juni 1771 im Wiener Burgtheater uraufgeführt. Das Libretto stammt von Marco Coltellini und basiert auf dem Armida-Stoff aus dem Befreiten Jerusalem von Torquato Tasso.  
Armida war eines der ersten größeren Werke Salieris, die öffentlich aufgeführt wurden. In diesem beachtlichen Stück bekennt sich Salieri zum ersten Mal zu den Reformen seines Mentors und Freundes Christoph Willibald Gluck. Das Werk zeigt eine nahezu durchkomponierte Gestalt; bemerkenswert sind zahlreiche Chorsätze und ein stark in die Handlung integriertes Ballett. Eine musikhistorische Neuerung stellt Salieris vorangestellte Sinfonia in pantomima dar, in der er die Vorgeschichte der Opernhandlung tonmalerisch zu gestalten versucht und die dadurch eine untrennbare Einheit mit der Oper bildet – ganz im Gegensatz zur damals weitgehend üblichen Beliebigkeit vieler Ouvertüren. Das Werk ist außerordentlich farbig instrumentiert, der Orchesterpart zeigt sich durchaus anspruchsvoll; auch der charakteristische Klang der im damaligen Wien eher ungebräuchlichen Posaunen wird effektvoll eingesetzt.
Das Werk verbreitete sich nach der erfolgreichen Premiere sehr rasch in ganz Europa; es wurde in zahlreichen Übersetzungen (u. a. auch ins Dänische) gespielt und schon früh von Carl Friedrich Cramer als Klavierauszug veröffentlicht. Es haben sich auch einige Musikautomaten erhalten, die einzelne Nummern der Oper zum Besten gaben. Aufgrund des großen Erfolges dieser Oper bot man Salieri eine Stelle an der progressiv eingestellten Gustavianischen Oper in Stockholm an, er nahm den Ruf nach Schweden aber – wohl auf Betreiben Kaiser Joseph II. – nicht an. Zu den zahllosen Bewunderern des Stückes zählten auch Heinrich Wilhelm von Gerstenberg und Friedrich Gottlieb Klopstock.